# Citroën C-Buggy
Der C-Buggy ist ein Konzeptfahrzeug, das Citroën 2006 auf dem Autosalon Madrid der Öffentlichkeit präsentierte.
Basierend auf dem Citroën C3, war der C-Buggy ein weiterer Versuch, einen Nachfolger für die erfolgreichen Citroën Méhari und Citroën Pony zu entwickeln bzw. die Kundenresonanz zu testen.
Der C-Buggy war ein offener Zweisitzer ohne Türen im SUV-Style mit Allradantrieb und angetrieben durch einen 1,6-Liter-Ottomotor mit 114 kW und Automatikgetriebe.